# Монета-амулет

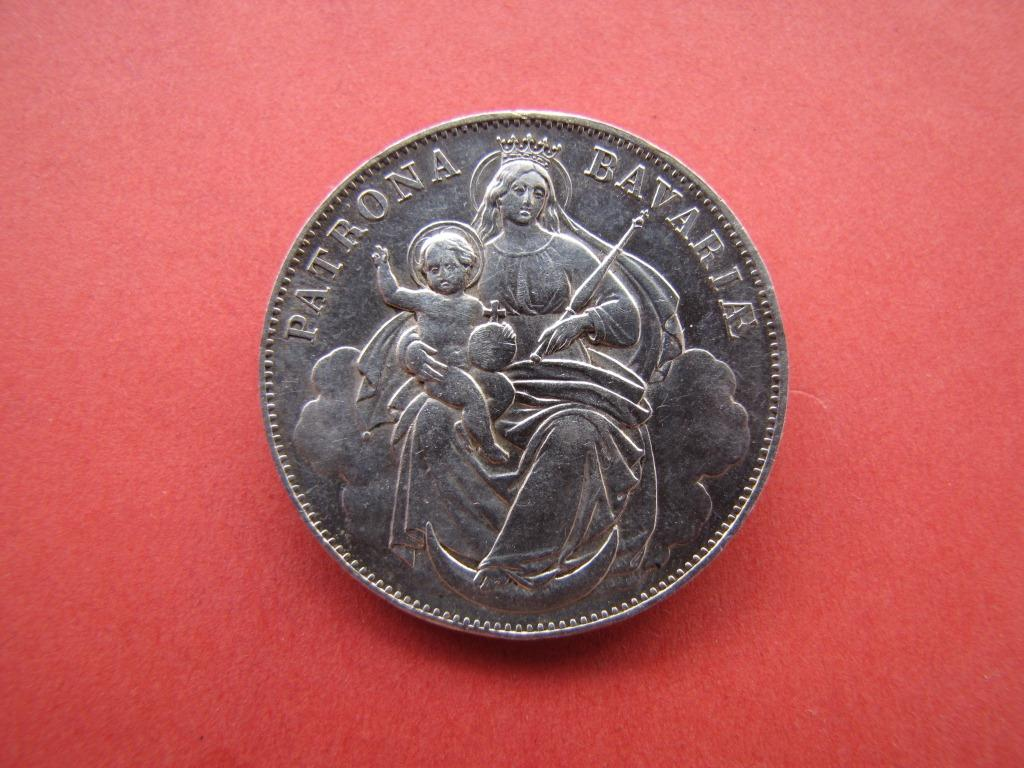
Мадонненталер Баварии — часто использовался не только в качестве денег, но и как монета-амулет

Монета-амулет — монета или медаль, функцией которой, по мнению обладателя, является защита от болезней, опасностей, нечистой силы, сглаза, а также притягивание счастья и благополучия. Плоские кусочки металла с нанесёнными на них изображениями стали использовать в качестве амулетов ещё в древних Ассирии и Вавилоне, до того, как монеты стали выполнять функции денег. Широкое распространение они приобрели в античную эпоху. Несмотря на негативное отношение христианства к амулетам, в народе приобрели широкую популярность монеты-амулеты, содержащие изображения святых, Богородицы и другие христианские сюжеты.